# Hositea bicincta
Hositea bicincta är en fjärilsart som beskrevs av William Schaus 1913. Hositea bicincta ingår i släktet Hositea och familjen Crambidae. Inga underarter finns listade i Catalogue of Life.